# Истык
Истык (в низовье Кангалат) — река в России, на северо-востоке полуострова Камчатка. Длина — 80 км. Площадь бассейна — 694 км².
Протекает по территории Карагинского района Камчатского края. Берёт исток с восточного склона горы Верхний Истык, протекает в юго-восточном направлении, в среднем течении поворачивает на восток. В низовье выходит на заболоченную равнину, около устья пересекает Хайлюлинский лиман.